# 酒井忠宜
酒井 忠宜（さかい ただよし）は、江戸時代中期の播磨国姫路藩の世嗣。官位は従四位下・阿波守。

## 略歴
姫路初代藩主・酒井忠恭の三男として誕生。母は榊原政邦の娘・考（孝子）。正室は前田吉徳の七女・暢姫。
忠恭が上野国前橋藩主だった時代に生まれる。宝暦5年（1755年）、忠恭の嫡子だった兄・忠得が早世したため、代わって嫡子となる。同年徳川家重に御目見し、従四位下阿波守に叙任されたが、忠得と同様に家督を継ぐことなく宝暦11年（1761年）に22歳で死去した。
代わって、庶兄・忠仰が嫡子となった。